# 716. pr. Kr.
◄ | 9. stoljeće pr. Kr. | 8. stoljeće pr. Kr. | 7. stoljeće pr. Kr. | ►
◄ | 740-ih pr. Kr. | 730-ih pr. Kr. | 720-ih pr. Kr. | 710-ih pr. Kr. | 700-ih pr. Kr. | 690-ih pr. Kr. | 680-ih pr. Kr. | ►
◄◄ | ◄ | 719. pr. Kr. | 718. pr. Kr. | 717. pr. Kr. | 716 pr. Kr. | 715. pr. Kr. | 714. pr. Kr. | 713. pr. Kr. | ► | ►►
Astronomija

## Događaji
- Prema rimskoj legendi, ove je godine prestala vlast prvog rimsko kralja Romula

## Vanjske poveznice
|  | Zajednički poslužitelj ima još gradiva o temi 716. pr. Kr. |